# D&Dスタジオ
D&Dスタジオ(ディーアンドディースタジオ)は、1988年に設立された東京都世田谷区にあるデザイン事務所である。社名のD&Dは「Discover（ディスカバー）」と「Design（デザイン）」に由来する。クライアントにはアドビシステムズ、ITO-YA、三越などの大手企業が連なる。
デザインの実績は建築デザイン、店舗設計、インテリアデザイン、環境デザイン、展示会ブースデザイン、プロダクトデザイン、グラフィックデザイン、パッケージデザイン、CGレンダリング、Webデザイン、インターフェイスデザインなど多岐にわたる。琵琶湖にある『びわこ花噴水』（噴水の項目参照）は代表取締役である桜田秀美によるものである。